# Frederic Thesiger, 1. Viscount Chelmsford

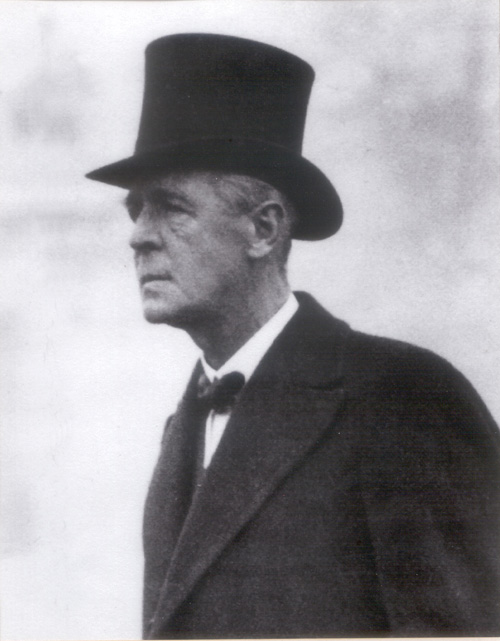
Frederic Thesiger, 1. Viscount Chelmsford.

Frederic John Napier Thesiger, 1. Viscount Chelmsford, GCMG, GCSI, GCIE, GBE (* 12. August 1868 in London; † 1. April 1933 ebenda) war ein britischer Politiker und Kolonialbeamter.

## Leben
Thesiger war der Sohn des Generals Frederic Thesiger, 2. Baron Chelmsford. Er besuchte das Magdalen College der University of Oxford und erhielt aufgrund seiner herausragenden Fähigkeiten anschließend eine Fellowship am All Souls College. 1893 wurde er am Inner Temple als Barrister zugelassen. Er trat als Offizier in das Dorsetshire Regiment, ein Freiwilligenregiment der British Army ein und stieg 1902 zum Captain des 1st Volunteer Battalion dieses Regiments auf.
Von 1904 bis 1905 war Thesiger Mitglied des London County Council und von 1913 bis 1919 Alderman von London. 1905 erbte er beim Tod seines Vaters dessen Adelstitel als 3. Baron Chelmsford und wurde dadurch Mitglied des House of Lords. Noch im selben Jahr wurde er Gouverneur des australischen Bundesstaates Queensland; 1909 wechselte er in das benachbarte New South Wales.
Mit Ausbruch des Ersten Weltkrieges kehrte Thesinger in den Armeedienst zurück und wurde mit dem Dorsetshire Regiment in Britisch-Indien stationiert. Er stieg schnell weiter auf und löste 1916 Charles Hardinge, 1. Baron Hardinge of Penshurst, als Vizekönig von Indien ab.
Seine Amtszeit war von massiven Unruhen überschattet. Zunächst wurden die Montagu-Chelmsford-Reformen eingeführt, durch die die lokale Selbstverwaltung gestärkt wurde. Die Unruhen kulminierten 1919 im Massaker von Amritsar und der Verhängung des Kriegsrechts. Der Indische Nationalkongress boykottierte daraufhin die ersten Regionalwahlen im Jahre 1920.
Bei seiner Rückkehr ins Vereinigte Königreich wurde Thesiger 1921 zum Viscount Chelmsford erhoben, obgleich seine Kompetenz allgemein in Zweifel gezogen wurde. Er gehörte der Conservative Party an, diente jedoch im ersten Labour-Kabinett unter Ramsay MacDonald im Jahre 1924 als Erster Lord der Admiralität.
In der Folgezeit widmete sich Thesiger Wohltätigkeitsprojekten. Da sein älterer Sohn Frederic 1917 im Ersten Weltkrieg in Mesopotamien gefallen war, fielen seine Adelstitel bei seinem Tod, 1933, an seinen jüngeren Sohn Andrew.

## Ehe und Nachkommen
Am 27. Juli 1894 heiratete er Hon. Frances Charlotte Guest (1869–1957), Tochter des Ivor Bertie Guest, 1. Baron Wimborne, und der Lady Cornelia Henrietta Maria Spencer-Churchill, Tochter des 7. Duke of Marlborough. Mit ihr hatte er sechs Kinder:
- Hon. Joan Frances Vere Thesiger (1895–1971), ⚭ 1920 Sir Alan Frederick Lascelles;
- Hon. Frederic Ivor Thesiger (1896–⚔ 1917);
- Hon. Anne Molyneux Thesiger (1898–1973), ⚭ 1921 Donough O’Brien, 16. Baron Inchiquin;
- Hon. Bridget Mary Thesiger (* 1900), ⚭ (1) 1919–1937 Richard Hasell Sheepshanks, ⚭ (2) 1938 Nello Beccari;
- Andrew Charles Gerald Thesiger, 2. Viscount Chelmsford (1903–1970), ⚭ 1927 Gillian Lubbock;
- Hon. Margaret St. Clair Sidney Thesiger (* 1911), ⚭ 1934 John Goldman Monk Monck.